# Ștefan Pongratz
Ștefan Pongratz (n. 17 august 1930, Arad, România) este un canotor român. A concurat în proba de opt rame cu cârmaci⁠(d) la Jocurile Olimpice de vară din 1952, unde au fost eliminați în prima rundă de recalificări.
A avut gradul de locotenent major în Ministerul Afacerilor Interne.

## Distincții
- Medalia Muncii (14 mai 1954) „pentru rezultate valoroase obținute în activitatea sportivă”[6]